# Sân bay quốc tế Erbil

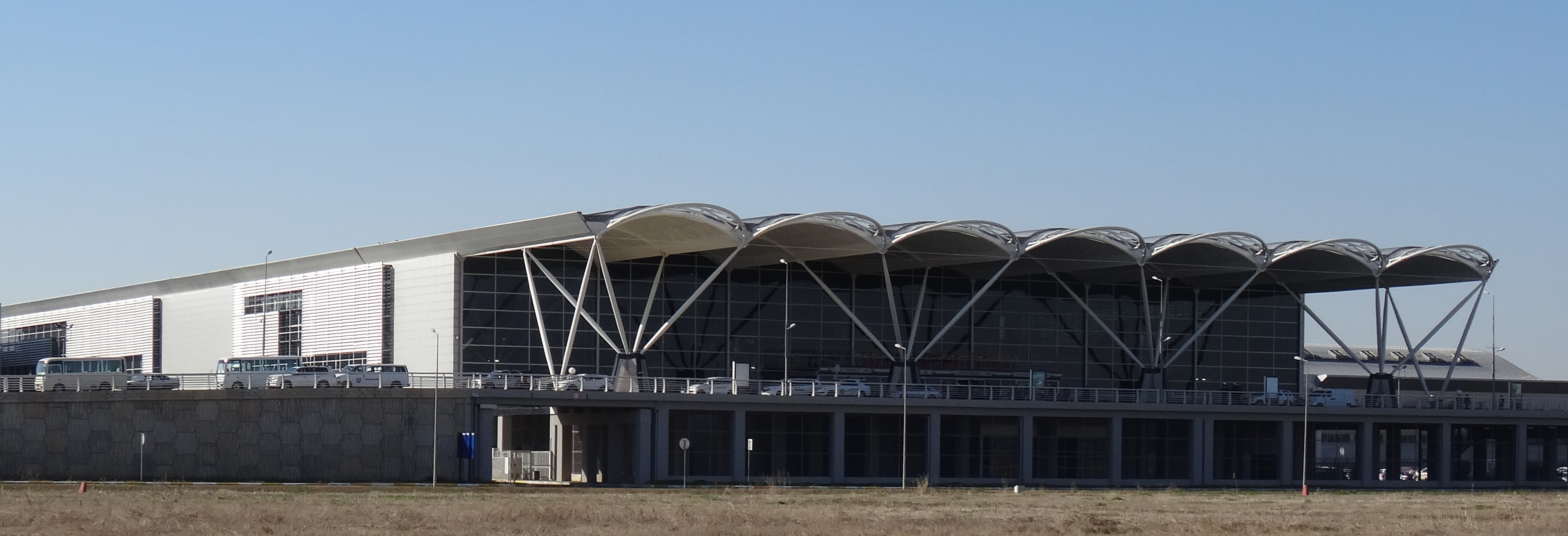
Ảnh chụp sân bay quốc tế Erbil lúc trời sáng.

Sân bay quốc tế Erbil (IATA: EBL, ICAO: ORER) là một sân bay nằm ngoài thành phố Arbil 10 km. Đây là một thành phố hơn 1 triệu dân ở phía Bắc Iraq, ở vùng Kurdistan.
Sân bay có các trang thiết bị phục vụ cho vận chuyển hàng hoá và hành khách. Sân bay có một nhà ga chung cho cả xuất phát và đến. Đây là trung tâm của hãng hàng không Kurdistan Airlines, một hãng hàng không của Kurdistan thuộc Iraq mới được thành lập. Đây cũng là nơi có trụ sở của hãng hàng không Sawan Airlines, nối Erbil với châu Âu.

## Các hãng hàng không và các điểm đến

### Vận chuyển hành khách
| Hãng hàng không      | Các điểm đến                                                    |
| -------------------- | --------------------------------------------------------------- |
| Atlasjet             | Istanbul-Atatürk                                                |
| Austrian Airlines    | Vienna                                                          |
| EgyptAir             | Cairo                                                           |
| Etihad Airways       | Abu Dhabi                                                       |
| Flydubai             | Dubai                                                           |
| Germania             | Munich                                                          |
| Iraqi Airways        | Baghdad, Basra, Najaf, Dubai, Beirut, Amman, Damascus, Istanbul |
| Lufthansa            | Frankfurt                                                       |
| Middle East Airlines | Beirut                                                          |
| Pegasus Airlines     | Ankara                                                          |
| Royal Jordanian      | Amman-Queen Alia                                                |
| Turkish Airlines     | Istanbul-Atatürk                                                |

### Vận chuyển hàng hóa
| Hãng hàng không                | Các điểm đến |
| ------------------------------ | ------------ |
| DHL Aviation                   |              |
| Emirates SkyCargo              | Dubai        |
| Etihad Crystal Cargo           | Abu Dhabi    |
| Jordan International Air Cargo | Amman-Marka  |
| RUS Aviation                   |              |